# Pierre-François Beauvallet
Pour les articles homonymes, voir Beauvallet.
Pierre-François Beauvallet est un acteur et auteur dramatique français né à Pithiviers le 13 octobre 1801 et mort le 21 décembre 1873 dans le 16e arrondissement de Paris.

## Biographie
Il abandonne la peinture qu'il pratique à l'atelier de Paul Delaroche, pour entrer au Conservatoire. Il obtient quelques succès à l'Odéon et à l'Ambigu-Comique et est engagé, en 1830, au Théâtre-Français où il aborde presque tous les grands rôles de la tragédie classique.
Professeur au Conservatoire de Paris de 1839 à 1872, Il s'essaye avec moins de succès comme auteur dramatique en écrivant un drame, Caïn, 1830 et deux tragédies, Robert Bruce, 1847, et le Dernier des Abeucerages, 1851. 

Son fils est l'écrivain et dramaturge Léon Beauvallet.

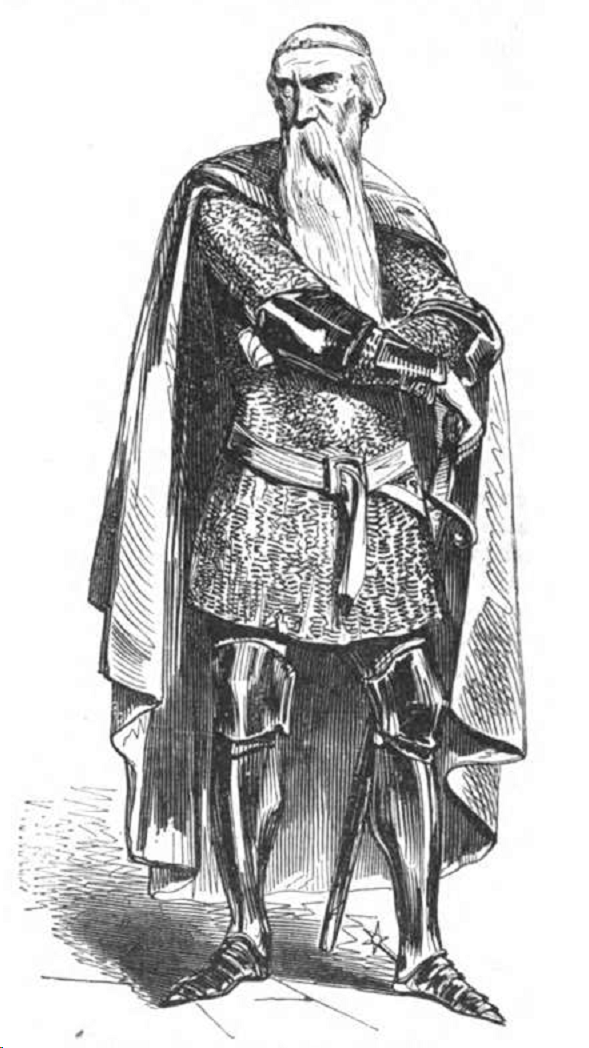
Beauvallet dans Les Burgraves (rôle d'Hiob) en 1843.

## Théâtre

### Carrière à la Comédie-Française
Entrée  en 1830
Nommé 251e sociétaire en 1832
Départ en 1861
(source : Base documentaire La Grange sur le site de la Comédie-Française)
- 1830 : Andromaque de Jean Racine : Oreste
- 1830 : Don Carlos de Talabot : Don Carlos
- 1831 : Iphigénie de Jean Racine : Achille
- 1831 : Britannicus de Jean Racine : Néron
- 1831 : Charlotte Corday de Hippolyte-François Regnier-Destourbet : Marat
- 1831 : Camille Desmoulins de Henri-Louis Blanchard et Julien de Mallian : Danton
- 1831 : Jacques Clément ou le Bachelier et le théologien de Jean-Baptiste-Rose-Bonaventure Violet d'Épagny : Jacques Clément
- 1831 : Pierre III de Victor Escousse : Pierre III
- 1831 : La Prédiction de Pierre-François Beauvallet : Alphonse (auteur et interprète)
- 1832 : Le Duelliste d'Alexandre de Longpré : Franville
- 1832 : Les Vêpres siciliennes de Casimir Delavigne : Lorédan
- 1832 : Roméo et Juliette de Frédéric Soulié d'après William Shakespeare : Roméo
- 1832 : Le roi s'amuse de Victor Hugo : Saltabadil
- 1833 : Britannicus de Jean Racine : Burrhus
- 1833 : Caïus Gracchus ou le Sénat et le peuple de Louis-Armand-Théodore Dartois de Bournonville : Caïus
- 1834 : Dernières scènes de la Fronde de Julien de Mallian : Raguenet
- 1835 : Angelo, tyran de Padoue de Victor Hugo : Angelo
- 1835 : Jacques II d'Émile-Louis Vanderburch : Monmouth
- 1835 : Lavater de Claude Rochefort et Mathurin-Joseph Brisset : Zingaro
- 1836 : Marino Faliero de Casimir Delavigne : Israël
- 1836 : Britannicus de Jean Racine : Narcisse
- 1837 : Charles VII chez ses grands vassaux d'Alexandre Dumas : Yacoub
- 1837 : Caligula d'Alexandre Dumas : Aquila
- 1838 : Marion de Lorme de Victor Hugo : Didier
- 1838 : L'Impromptu de Versailles de Molière : un nécessaire
- 1838 : Athalie de Jean Racine : Abner
- 1838 : Philippe III, roi de France d'Antoine Andraud : Philippe III
- 1838 : Richard Savage de Charles-Louis-François Desnoyer et Eugène Labat : Richard
- 1838 : La Popularité de Casimir Delavigne : Sir Gilbert
- 1839 : Bajazet de Jean Racine : Acomat
- 1839 : Esther de Jean Racine : Aman
- 1839 : Andromaque de Jean Racine : Pyrrhus
- 1839 : Mithridate de Jean Racine : Mithridate
- 1839 : Laurent de Médicis de Léon Bertrand : Laurent de Médicis
- 1840 : Henri III et sa cour d'Alexandre Dumas : duc de Guise[3]
- 1840 : Cosima ou la Haine dans l'amour de George Sand et Eugène Giraud : Ordonio
- 1840 : La Maréchale d'Ancre d'Alfred de Vigny : Concino Concini
- 1840 : Lautréamont de Prosper Dinaux et Eugène Sue : Lautréamont
- 1841 : Le Bourgeois de Gand de Hippolyte Romand : Vargas
- 1841 : La Fille du Cid de Casimir Delavigne : Ben-Saïd
- 1841 : Arbogaste de Jean-Pons-Guillaume Viennet : Arbogaste
- 1842 : Le Cid de Pierre Corneille : Rodrigue
- 1842 : Lorenzino d'Alexandre Dumas : Lorenzino
- 1842 : Frédégonde et Brunehaut de Népomucène Lemercier : Mérovée
- 1842 : Le Fils de Cromwell d'Eugène Scribe : Richard Cromwell
- 1843 : Les Burgraves de Victor Hugo : Job
- 1843 : Judith de Delphine Gay : Holopherne
- 1844 : Bérénice de Jean Racine : Titus (5 fois en 1844)
- 1844 : Catherine II de Hippolyte Romand : Ivan
- 1844 : Diégarias de Victor Séjour : Diégarias
- 1845 : Guerrero ou la Trahison d'Ernest Legouvé : Guerrero
- 1845 : Jeanne de Flandre d'Hippolyte Bis : Baudouin
- 1846 : Jean de Bourgogne de Cléon Galoppe d'Onquaire et Pitre-Chevalier : Jean de Bourgogne
- 1846 : Jeanne d'Arc d'Alexandre Soumet : le duc
- 1846 : La Vestale d'Élie Sauvage et Frédéric Duhomme : Asdrubal
- 1846 : Madame de Tencin de Marc Fournier et Eugène de Mirecourt : Destouches
- 1846 : Mithridate de Jean Racine : Xipharès
- 1847 : Les Vieux de la montagne de Latour de Saint-Ybars : Sabran
- 1847 : Robert Bruce de Pierre-François Beauvallet : Ronald (auteur et interprète)
- 1847 : Cléopâtre de Delphine de Girardin : Diomède
- 1848 : Dom Juan ou le Festin de pierre de Molière : le mendiant
- 1848 : Lucrèce de François Ponsard : Junius
- 1848 : Blaise Pascal de Costa : Bernard
- 1848 : Daniel de Charles Lafont : le roi
- 1849 : Phèdre de Jean Racine : Théramène
- 1849 : La Chute de Séjan de Victor Séjour : Séjan
- 1849 : Deux hommes ou Un secret du monde d'Adolphe Dumas : Antonin
- 1849 : Le Testament de César de Jules Lacroix et Alexandre Dumas : Brutus
- 1851 : Les Bâtons flottants de Pierre-Chaumont Liadières : l'Amiral
- 1852 : Le Cœur et la dot de Félicien Mallefille : Docteur Dumège
- 1852 : Athalie de Jean Racine : Joad
- 1855 : Tartuffe de Molière : Tartuffe
- 1861 : Nicomède de Pierre Corneille : Nicomède

### Hors Comédie-Française
- 1827 : Françoise de Rimini d'après Silvio Pellico, théâtre de l'Odéon : Malatesta
- 1864 : Le Fils de Charles Quint de Victor Séjour, théâtre de l'Ambigu-Comique : Philippe II